# Janshin Densetsu: Quest of Jongmaster
Janshin Densetsu: Quest of Jongmaster (雀神伝説QUEST OF JONGMASTER?) es un videojuego de mah-jong desarrollado por Aicom y editado por SNK en 1994 para Neo-Geo MVS y Neo-Geo CD (NGM 048), y también para PC Engine.